# 東京都環境公社
公益財団法人東京都環境公社（こうえきざいだんほうじんとうきょうとかんきょうこうしゃ）は、東京都にある公益財団法人である。旧主務官庁は、東京都知事。東京都政策連携団体（環境局）に指定されている。

## 事業内容
東京都及び区市町村の環境行政を補完・支援する。基幹4事業は：
- 廃棄物の適正処理と資源循環の促進
  - 中央防波堤埋立処分場、東京スーパーエコタウン、清掃工場、などのの見学会
  - 産業廃棄物関連講習会、セミナー
  - 優良性基準適合認定事業（東京都知事から指定を受けた第三者評価機関）
  - 廃プラスチック対策
  - 家庭系粗大ごみと家電リサイクルの受付センター運営
  - 医療廃棄物追跡管理システム（FDM MEDICAL）運営管理
  - スーパーエコタウン見学ツアー（大学生、大学院生対象）
  - PCB（ポリ塩化ビフェニル）廃棄物助成
  - 再生砕石施設認証事業
  - 廃棄物処理施設管理事業
  - 廃棄物処理施設技術支援事業
  - 浄化槽法定検査事業
  - 国際協力
- スマートエネルギー都市の実現
  - 東京都地球温暖化防止活動推進センター（クール・ネット東京）（新宿区西新宿）
  - 水素情報館「東京スイソミル」（江東区潮見）
  - 暑さ対策緊急対応センター（江東区亀戸）
- 自然環境の保全活動
  - 森林・緑地保全活動情報センターウェブサイト（里山へGO！）
- 都市環境の改善向上に資する調査研究活動
  - 東京都環境科学研究所（江東区新砂）- 科学研究費助成事業（科研費）に応募できる研究機関

さらに、環境学習・普及広報を行っている。

## 組織
- 本社（墨田区江東橋）
- 環境計測センター（東京都環境科学研究所内）
- 中央管理事務所（環境局中防合同庁舎内）（江東区青海）

## 事業所
- 多摩分室（立川合同庁舎3階多摩環境事務所内）
- 神田情報センター（千代田区鍛治町）
- 京浜島処理センター（大田区京浜島）
- 厩橋分室（河川清掃事業）（台東区蔵前）
- 潮見分室（河川清掃事業）（江東区潮見）
- ごみ管路収集輸送施設（有明清掃工場内）（江東区有明）

## 沿革
- 1962年（昭和37年）5月 - 財団法人東京都環境整備事業協会として設立
- 1973年（昭和48年）12月 - 財団法人東京都環境整備公社に社名変更
- 1994年（平成6年）1月 - 東京都推奨炭酸カルシウム入りごみ袋の販売を東京23区で開始
- 2012年（平成24年）4月1日 - 公益財団法人に移行